# Orhon (fiume)
Il fiume Orhon (in mongolo Орхон гол, Orhon gol o Orchon gol), o Orkhon è un fiume della Mongolia.

## Geografia

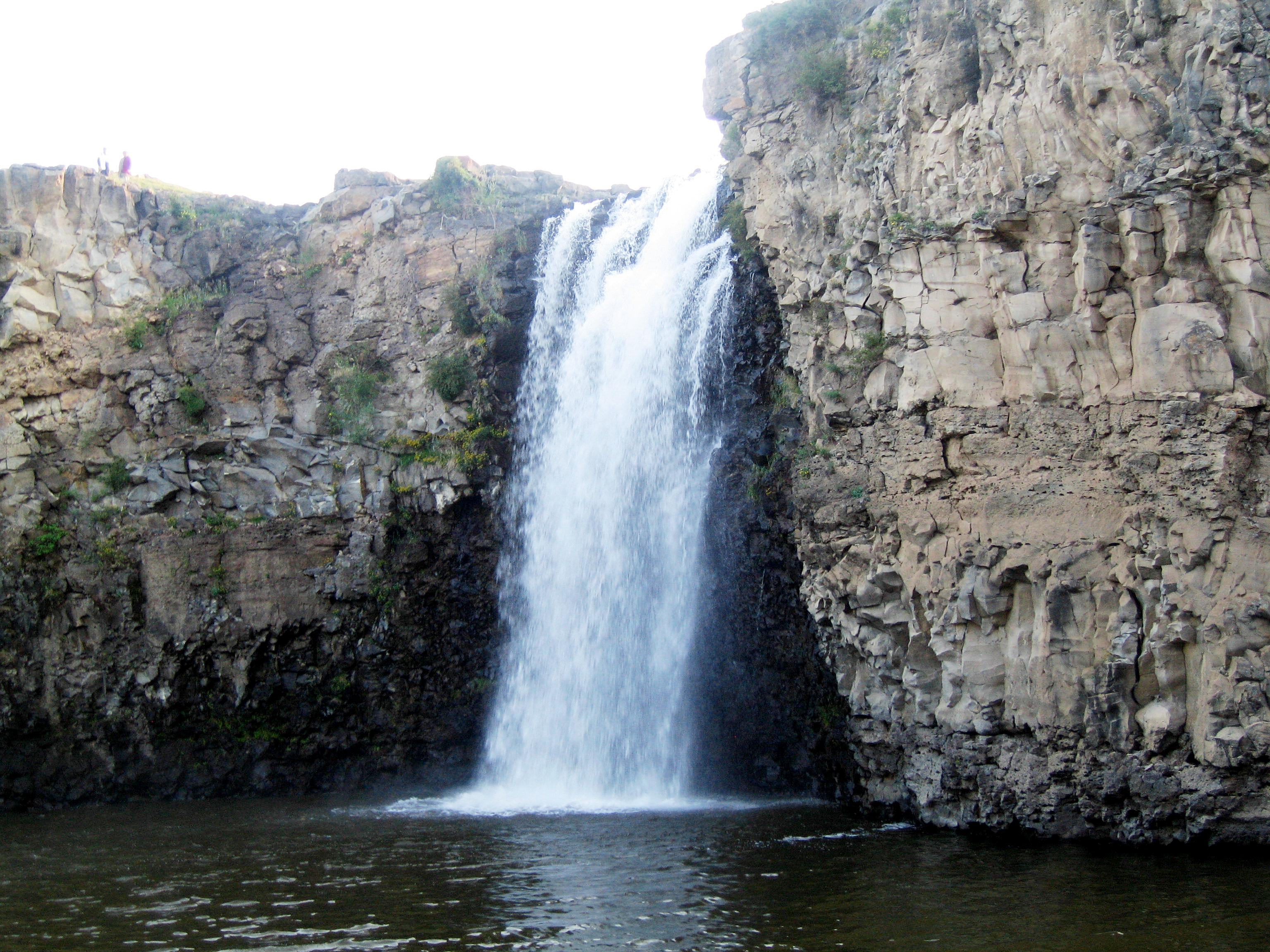
Cascata sull'Ulaan Tsutgalan

Nasce nei monti Hangaj nella Provincia Arhangay e scorre verso nord per 1.124 km prima di confluire nel Selenge (Sėlėngė gol), che a sua volta scorre verso nord entrando in Russia e sfociando nel Lago Bajkal. l'Orhon è più lungo dello stesso Selenge ed è inoltre il fiume più lungo della Mongolia. I suoi principali affluenti sono il Tamir Gol, il Tuul Gol e il Haraa gol.
Vi sono due insediamenti antichi in rovina lungo la vallata del fiume: Khar Balgas, l'antica capitale del Kaghanato uiguro, e Karakorum, l'antica capitale dell'Impero mongolo. L'esploratore russo Pëtr Kuz'mič Kozlov ha rinvenuto diverse tombe imperiali unne nella valle dell'Orhon.
Vicino all'Orhon, lungo il fiume Ulaan Tsutgalan vi sono delle cascate alte venti metri e larghe dieci, importante destinazione turistica. Tra le specie che vivono lungo il fiume ci sono: esocidae, carpe, perche (pesce persico), taimen e pesce gatto.
L'UNESCO ha inserito la valle dell'Orhon nella lista di patrimoni dell'umanità.

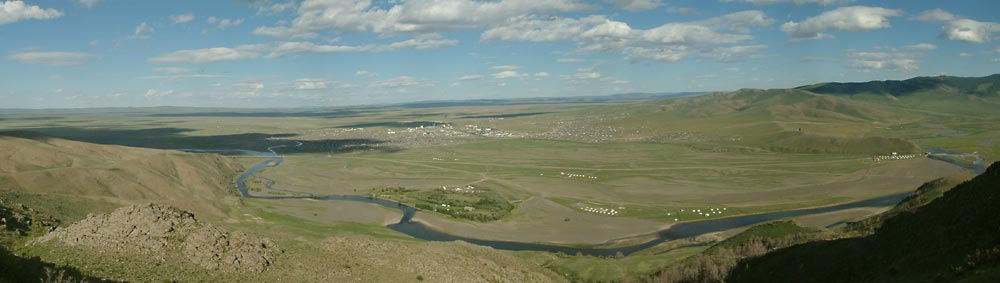
Panorama dell'Orhon